# OpenQASM
OpenQASM (Open Quantum Assembly Language), traduction de langage libre de développement quantique ; est un type de langage intermédiaire conçu pour les instructions en informatique quantique.

## Présentation
Le langage est créé et publié en 2017 dans un article sur Arxiv : Open Quantum Assembly Language de Andrew W. Cross, Lev S. Bishop, John A. Smolin, Jay M. Gambetta 
Une implémentation de code source de référence fut publiée dans le cadre du logiciel quantique d'IBM Qiskit. Ceci aura servi pour la plate-forme d'informatique quantique sur cloud IBM Q Experience . 
OpenQASM est un langage de description de matériel mais en version informatique quantique.

## Exemple
Voici un exemple de code source d'OpenQASM issu de sa bibliothèque officielle. 
Le programme ajoute deux nombres de quatre bits ensemble.
```
// quantum ripple-carry adder from Cuccaro et al, quant-ph/0410184

OPENQASM
 
2.0
;

include
 
"qelib1.inc"
;

gate
 
majority
 
a
,
b
,
c
 

{
 

  
cx
 
c
,
b
;
 

  
cx
 
c
,
a
;
 

  
ccx
 
a
,
b
,
c
;
 

}

gate
 
unmaj
 
a
,
b
,
c
 

{
 

  
ccx
 
a
,
b
,
c
;
 

  
cx
 
c
,
a
;
 

  
cx
 
a
,
b
;
 

}

qreg
 
cin
[
1
];

qreg
 
a
[
4
];

qreg
 
b
[
4
];

qreg
 
cout
[
1
];

creg
 
ans
[
5
];

// set input states

x
 
a
[
0
];
 
// a = 0001

x
 
b
;
    
// b = 1111

// add a to b, storing result in b

majority
 
cin
[
0
],
b
[
0
],
a
[
0
];

majority
 
a
[
0
],
b
[
1
],
a
[
1
];

majority
 
a
[
1
],
b
[
2
],
a
[
2
];

majority
 
a
[
2
],
b
[
3
],
a
[
3
];

cx
 
a
[
3
],
cout
[
0
];

unmaj
 
a
[
2
],
b
[
3
],
a
[
3
];

unmaj
 
a
[
1
],
b
[
2
],
a
[
2
];

unmaj
 
a
[
0
],
b
[
1
],
a
[
1
];

unmaj
 
cin
[
0
],
b
[
0
],
a
[
0
];

measure
 
b
[
0
]
 
->
 
ans
[
0
];

measure
 
b
[
1
]
 
->
 
ans
[
1
];

measure
 
b
[
2
]
 
->
 
ans
[
2
];

measure
 
b
[
3
]
 
->
 
ans
[
3
];

measure
 
cout
[
0
]
 
->
 
ans
[
4
];

```